# Atlantis (hulpkruiser)

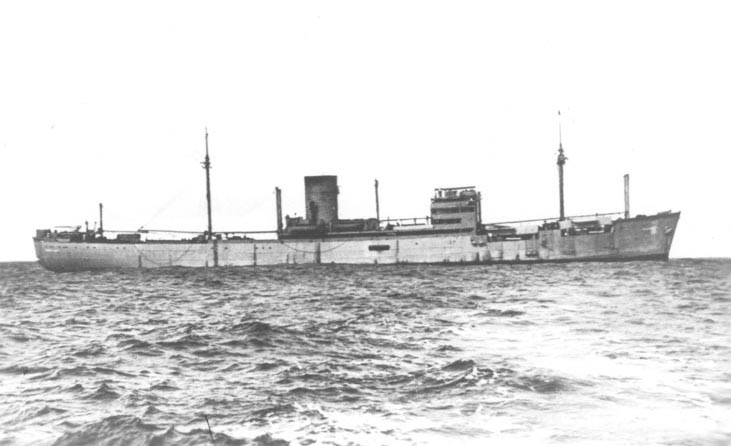
De Atlantis

De Atlantis was een Duitse hulpkruiser die in de Tweede Wereldoorlog geallieerd scheepsverkeer tot zinken probeerde te brengen.
De Atlantis behoorde tot de succesvolste Duitse hulpkruisers in de Tweede Wereldoorlog. Een hulpkruiser was doorgaans een koopvaardijschip dat was omgebouwd tot een zwaarbewapend schip. Van afstand (en vaak ook van dichtbij) was het heel moeilijk te zien of het om een hulpkruiser ging. Ze voeren namelijk altijd onder de vlag van een neutraal land en een verkeerde naam. Ook het leggen van zeemijnen in vijandelijke wateren behoorde tot de taak van een hulpkruiser.

## Operationele geschiedenis
Toen de Atlantis, onder bevel van kapitein Bernhard Rogge, op 31 maart 1940 Duitsland verliet, vertrok het eerst naar het noordelijke deel van de Atlantische Oceaan om na tien dagen naar het zuiden te varen. Kapitein Rogge wilde het drukke verkeer tussen Freetown en Kaapstad verstoren.
Op 3 mei kreeg de Atlantis haar eerste slachtoffer in zicht. Het ging om het Britse koopvaardijschip de Scientist. Vermomd als een Japanse vrachtvaarder bracht de Atlantis het schip tot zinken. Vermomd als een Nederlandse vrachtvaarder zette de Atlantis zijn reis voort naar de Indische Oceaan, waar het de Noorse tanker Tirrana op 10 juni enterde. Met een kleine Duitse bemanning werd het schip naar Frankrijk gestuurd.
Op 11 juli kwam de Atlantis de City of Baghdad tegen. Ook dit schip werd genomen. De Duitsers kwamen op dit schip Britse communicatiecodes tegen waaruit bleek dat het profiel van de Atlantis bekend was bij de Britten. Dit was voor Rogge reden om de Atlantis in een andere kleur over te schilderen en twee masten aan het schip toe te voegen.
Op 13 juli stuitte Rogge op de Kemmendine. Dit was een Brits schip op weg naar Birma met een lading whisky aan boord. Dit schip werd in brand gestoken nadat het genomen was en zonk vrijwel direct.
In augustus kwam de Atlantis het Noorse schip Talleyrand tegen. Ook dit schip werd snel tot stoppen gedwongen en door een enterploeg tot zinken gebracht. Diezelfde maand werd ook het Britse schip King City tot zinken gebracht. Dit schip vervoerde een lading steenkool. Wel bracht dit schip aanvankelijk Rogge in verwarring. Door de vreemde bewegingen die het schip maakte, dacht Rogge dat het om een bewapend koopvaardijschip ging. Nadat het de Duitsers was gelukt om met drie granaten de brug te vernietigen, werd ook dit schip genomen. Het bleek dat het door een motorstoring vreemde manoeuvres had gemaakt.
In september werden de schepen Athelking, Benarty en Commissaire Ramel door Rogge tot zinken gebracht. Dit gebeurde echter pas nadat belangrijke documenten, voorraden en krijgsgevangenen aan boord werden genomen.
In oktober werd ook het Joegoslavische schip Durmitor door Rogge genomen. Dit schip bleek vrij belangrijke documenten aan boord te hebben, alsmede 260 Italiaanse krijgsgevangenen. Dit schip werd met de Italianen aan boord naar Mogadishu gezonden, toen nog een Italiaanse kolonie. Vanwege brandstofgebrek werd de reis naar Mogadishu hels en pas vijf weken later kwamen ze aan.

## De Automedon en haar belangrijke vracht
Op 11 november, rond 7.00 uur, viel de Atlantis het Britse schip Automedon aan. Dit gebeurde ongeveer 400 km ten noordwesten van Sumatra. Na een vuurgevecht van drie minuten, waarbij haar brug werd vernietigd en zes bemanningsleden de dood vonden, enterde een Duitse enterploeg de Automedon. De Duitsers troffen vijftien zakken met post aan die door de Britten als topgeheim werden gezien.
De post bevatte informatie over de Engelse sterkte in hun Aziatische koloniën. Het bleek dat de Britten totaal niet de gevechtskracht bezaten om een eventuele Japanse aanval op hun koloniën af te slaan.
Het was de Britse bedoeling om de informatie overboord te gooien of te vernietigen indien er sprake was van een aanval. Maar het personeel dat hiervoor verantwoordelijk was, werd gedood door de granaten van de Atlantis tijdens het begin van de aanval.
Rogge was, nadat hij de Automedon tot zinken had gebracht, zich er wel degelijk van bewust dat hij zeer belangrijke informatie in zijn bezit had. Daarom zond hij een Duitse officier met zes bemanningsleden en de informatie naar Kobe in Japan om de informatie aan de Japanners te overhandigen met het pas buitgemaakte schip de Ole Jacob.

## Atlantis' verdere tocht
Rond de kerstdagen bevond de Atlantis zich bij het eiland Kerguelen in de Indische Oceaan. Daar voerden de Duitsers onderhoudswerkzaamheden uit en werden geconfronteerd met hun eerste dodelijke slachtoffer. Een bemanningslid viel naar beneden toen hij verfwerkzaamheden aan het verrichten was. Toen de Atlantis haar tocht verder zette, zonk het voor de kust van Oost-Afrika het Britse schip Mandasor en nam het Britse schip Speybank in.
Op 2 februari had de Atlantis een ontmoeting op zee met het Duitse slagschip Admiral Scheer. De Admiral Scheer bunkerde samen met de Atlantis van de Noorse olietanker Ketty Brøvig die door de Atlantis was overgenomen eerder deze reis. Ook de Italiaanse onderzeeboot Perla bunkerde bij de Ketty Brøvig, die op weg was van Massawa naar Bordeaux.
Op 17 april bevond de Atlantis zich weer in de Atlantische Oceaan waar ze het Egyptische schip Zamzam aanviel. 202 mensen werden gevangengenomen, waaronder de redacteur Charles J.V. Murphy van het tijdschrift Fortune en de fotograaf David E. Scherman van het tijdschrift Life. De Duitsers lieten het toe dat Scherman onderweg foto's nam. Toen Scherman door een Duits schip weer in Europa aankwam, wist hij de fotorolletjes mee te smokkelen naar New York. Deze foto's hielpen de Britten later om de Atlantis te identificeren en tot zinken te brengen.
Eigenlijk was Rogge nu wel van plan om terug naar Duitsland te keren maar omdat de Bismarck net tot zinken was gebracht, was het noorden van de Atlantische Oceaan niet veilig om te doorkruisen. Hij besloot daarom om naar de Stille Oceaan te varen. Onderweg zonk hij de Britse schepen Rabaul, Trafalgar, Tottenham en Balzac. Ook werd op 10 september het Noorse schip Silvaplana genomen. Zonder dat de Fransen het wisten, voer de Atlantis door Frans-Polynesië en landde de bemanning op Vanavana om te handelen met de plaatselijke bevolking. Het verkenningsvliegtuig aan boord van de Atlantis maakte ook wat patrouillevluchten in de omgeving, maar zonder succes. Rogge besloot daarom terug te keren naar de Atlantische Oceaan.

## Ontmoeting met enkele U-boten
Op 18 oktober ontving Rogge het bevel om 800 km ten zuiden van St. Helena de U-68 van brandstof te voorzien. Daarna zou Rogge ten noorden van Ascension hetzelfde moeten doen met de U-126. Dit gebeurde respectievelijk op 13 november en 21 of 22 november. Wat Rogge echter niet wist, was dat het signaal dat via de Enigma verzonden werd naar de onderzeeboten, onderschept werd door de Engelsen in Bletchley Park. De Engelsen stuurden dan ook onmiddellijk de zware kruiser HMS Devonshire naar de afgesproken ontmoetingsplaats.

## Het zinken van de Atlantis
In de vroege morgen van 22 november 1941 doemde de HMS Devonshire op aan de horizon terwijl de Atlantis de U-126 aan het bijtanken was. De U-126 dook onmiddellijk onder water en liet haar kapitein achter op de Atlantis, die in gesprek was met Rogge. De Atlantis seinde naar de HMS Devonshire dat ze het Nederlandse schip Polyphemus was. HMS Devonshire geloofde dit niet omdat de orders duidelijk genoeg waren dat het ging om de Atlantis. Vanaf een afstand van ruim 14 kilometer opende HMS Devonshire het vuur op de Atlantis.
Nadat de Atlantis door twee salvo's geraakt was, besloot Rogge het schip te verlaten. Er waren toen al zeven bemanningsleden omgekomen en er was sprake van aanzienlijke schade. Rogge verliet als laatste het schip. Even later explodeerde de scheepsmunitie en het schip zonk.
Toen HMS Devonshire het gebied verliet (en Rogge en zijn bemanning dus achterliet), kwam de U-126 naar boven om Rogge en zijn 300 bemanningsleden op te pikken en naar Brazilië te slepen. Twee dagen later kwamen ze een Duits bevoorradingsschip tegen dat Rogge en de bemanning aan boord nam. Tevens werd de U-126 bijgetankt. Op 1 december, tijdens het tanken, kwamen er andere Britse oorlogsschepen in het gebied en zagen de Duitsers. Weer dook de U-126 naar de diepte. De bemanning van het Duitse bevoorradingsschip besloot het eigen schip te vernietigen. Toen de Britse oorlogsschepen dat zagen, keerden ze om. Uiteindelijk brachten Duitse en Italiaanse duikboten de bemanning van Rogge weer terug naar Duitsland.